# 科諾科查潟湖
10°07′40″S 77°17′02″W / 10.12778°S 77.28389°W

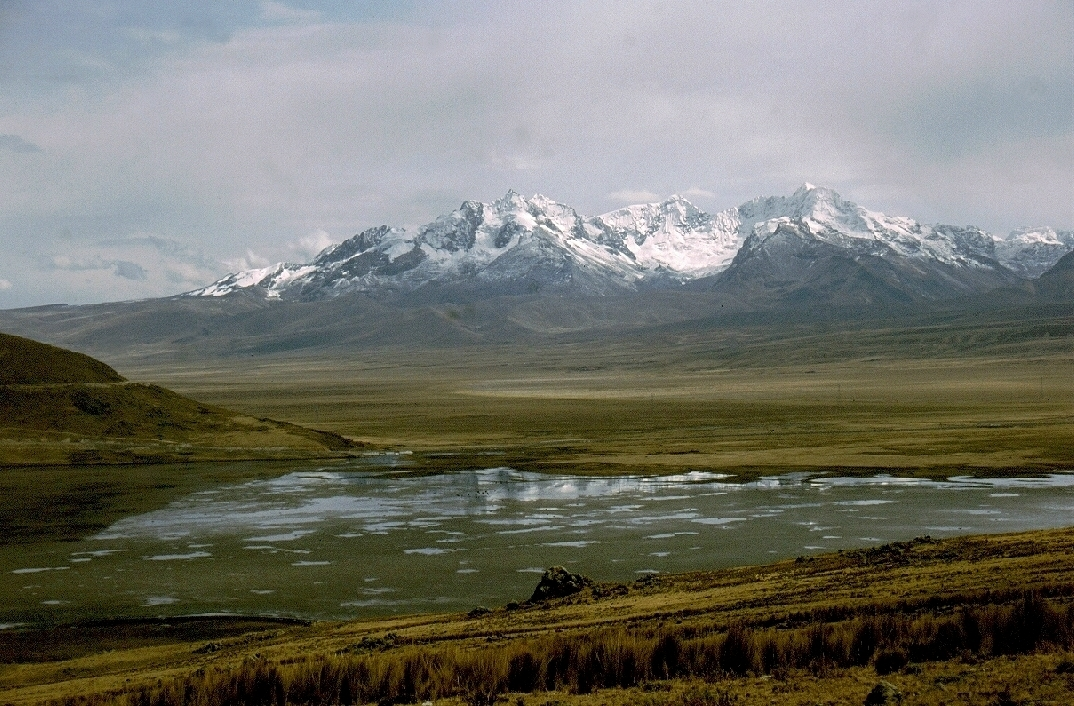

科諾科查潟湖是秘魯的潟湖，位於該國西北部安卡什大區，面積2平方公里，海拔高度4,050米，是鮭魚和河鱒的棲息地，當地一間礦業公司被指自2001年降低該湖的水位而影響湖泊生態。